# Прикметник
Прикме́тник — самостійна частина мови, що виражає ознаку предмета, граматично виявлену в категоріях роду, числа і відмінка та відповідає на питання який? яка? яке? які? чий? чия? чиє? чиї?
Прикметники можуть субстантивуватися, тобто вживатися у значенні іменників, у цьому разі їх називають субстантивованими.
Дуже близькою частиною мови є дієприкметник, який грає аналогічну роль у реченнях.

## В українській мові

### Історія
Праіндоєвропейські прикметники були дуже близькі до іменників і мали схоже відмінювання. У праслов'янській мові вже існували два типи прикметників: неповні (невизначені, іменні) і повні (визначені, займенникові), причому другі являли собою сполучення невизначених з формами вказівного займенника *jь («той», «він»). Визначені прикметники вживалися для позначення конкретного, вже згаданого предмета з цією ознакою, а вказівний займенник, таким чином, грав роль визначеного артикля. Аналогічним чином утворюються визначені прикметники і в балтійських мовах; припускають, що ця система сформувалася ще в балтослов'янській період.
Така ж система існувала у давньоруській мові: невизначені прикметники відмінювалися як іменники, визначені утворювалися доданням відмінкових і родових форм займенника *jь (и — «він», «той», я — «вона», «та», ѥ — «воно», «те»). Від форм невизначених прикметників походять сучасні короткі і деякі повні стягнені прикметники, від визначених — повні нестягнені.

#### Невизначені прикметники
Відмінювання невизначених прикметників було аналогічно відмінюванню іменників: чоловічого роду за типом відмінювання на *-ŏ (твердий і м'який підтипи), середнього роду — теж за типом на *-ŏ (твердий і м'який підтипи), жіночого — за типом на *-ā- (твердий і м'який підтипи). Збереглися також релікти того, що деякі прикметники колись відмінювалися як іменники типів на *-ĭ і *-ŭ. Останні (на *-ŭ) перейшли у тип відмінювання на *-ŏ, отримавши формант *-kъ. Закінчення невизначених прикметників аналогічні закінченням іменників:
| Відмінок  | Чоловічий рід              | Чоловічий рід   | Чоловічий рід   | Середній рід    | Середній рід    | Середній рід    | Жіночий рід   | Жіночий рід     | Жіночий рід     |
| --------- | -------------------------- | --------------- | --------------- | --------------- | --------------- | --------------- | ------------- | --------------- | --------------- |
|           | Однина                     | Двоїна          | Множина         | Однина          | Двоїна          | Множина         | Однина        | Двоїна          | Множина         |
| Називний  | добръ, синь                | добра, синя     | добри, сини     | добро, синѥ     | добрѣ, сини     | добра, синя     | добра, синя   | добрѣ, сини     | добры, синѣ     |
| Родовий   | добра, синя                | добру, синю     | добръ, синь     | добра, синя     | добру, синю     | добръ, синь     | добры, синѣ   | добру, синю     | добръ, синь     |
| Давальний | добру, синю                | доброма, синема | добромъ, синемъ | добру, синю     | доброма, синема | добромъ, синемъ | добрѣ, сини   | добрама, синяма | добрамъ, синямъ |
| Знахідний | добръ (добра), синь (синя) | добра, синя     | добры, синѣ     | добро, синѥ     | добрѣ, сини     | добра, синя     | добру, синю   | добрѣ, сини     | добры, синѣ     |
| Орудний   | добръмь, синьмь            | доброма, синема | добры, сини     | добръмь, синьмь | доброма, синема | добры, сини     | доброю, синею | добрама, синяма | добрами, синями |
| Місцевий  | добрѣ, сини                | добру, синю     | добрѣхъ, синихъ | добрѣ, сини     | добру, синю     | добрѣхъ, синихъ | добрѣ, сини   | добру, синю     | добрахъ, синяхъ |

#### Визначені прикметники
Визначені прикметники відмінювалися по-різному: 1) за відмінками змінювалися і іменна, і займенникова частини (добра єго, синя єго); 2) змінювалися і іменна, і займенникова частини, але остання приєднувалася до першої в стягненій формі (добраго, синяго); 3) іменна частина у вигляді основи прикметника залишалася незмінною, до неї приєднувалася змінювана форма займенника (добрыихъ, синиихъ). Пізніша парадигма визначених прикметників сполучує другий і третій варіанти.
У таблиці наведені давньоруські форми визначених прикметників і похідні від них сучасні українські на прикладах добрий (твердий варіант) і синій (м'який варіант). Роздільне написання іменного прикметника із займенником-закінченням дане для наочності: у давньоруських пам'ятках звичайним було написання разом.
Однина
| Відмінок  | Відмінок                  | Давньоруська мова                       | Сучасна українська мова      | Примітки |
| --------- | ------------------------- | --------------------------------------- | ---------------------------- | --- |
| Називний  | Чоловічий рід             | добръ и синь и                          | добрий синій                 | Закінчення ъ утворювало в положенні перед наступним займенником и редукований звук ы, який подібно звичайному «ы» надалі перейшов у «и». Звук ь у положенні перед и перейшов у «і». Від займенника и походить прикінцевий «й». Схожим чином утворилися і повні форми чоловічого роду однини прикметників у російській мові (добрый, синий), в інших слов'янських мовах «й» відсутній (біл. добры, сіні, пол. dobry, siny). |
| Називний  | Жіночий рід               | добра я синя я                          | добра/добрая синя/синяя      | У сучасній українській вживані лише форми добра, синя, що за походженням є невизначеними (іменниковими, короткими) формами. Форми добрая, синяя використовують рідко. |
| Називний  | Середній рід              | добро ѥ сине ѥ                          | добре/добреє синє/синєє      | Сучасні форми добре, синє утворилися внаслідок стягнення давніх форм, надалі від них пішли вторинні повні форми добреє, синєє. Давнє закінчення -о зберіглося у формах минулого часу дієслів, які є за походженням дієприкметниками (див. докладніше «Перфект у давньоруській мові») |
| Родовий   | Чоловічий та середній рід | добра (ѥ)го синя (ѥ)го                  | доброго синього              | Сучасне закінчення -ого утворилося внаслідок фонетичних змін з раніших -аго, -яго, можливо, під впливом присвійних займенників. |
| Родовий   | Жіночий рід               | добры ѣ/добро ѣ синѣ ѣ/синѥ ѣ           | доброї синьої                | Давнішими формами є добры ѣ, синѣ ѣ, варіанти добро ѣ, синѥ ѣ пов'язані з утворенням визначеної форми з основи прикметника. Сучасне закінчення пояснюється переходом ы в «о», а ѣ — у «ї» |
| Давальний | Чоловічий та середній рід | добру (ѥ)му синю (ѥ)му                  | доброму синьому              | Сучасне закінчення -ому утворилося внаслідок фонетичних змін з раніших -уму, -юму, можливо, під впливом присвійних займенників. |
| Давальний | Жіночий рід               | добрѣ и/добро и синѣ и/синѥ и           | добрій синій                 | Давніша форма — добрѣ и, синѣ и, варіанти добро и, синѥ и пов'язані з утворенням визначеної форми з основи прикметника |
| Знахідний | Чоловічий рід             | добръ и синь и                          | добрий синій                 | У праслов'янській і давньоруській форми називного і знахідного відмінків чоловічого та середнього родів збігалися. Для розрізнення підмета і додатка замість знахідного могли вживати форму родового відмінка |
| Знахідний | Жіночий рід               | добру ю синю ю                          | добру/добрую синю/синюю      | У сучасній українській вживані лише форми добру, синю, що за походженням є невизначеними (іменними, короткими) формами. Форми добрую, синюю, що являють собою займенникові прикметники, використовують рідко. |
| Знахідний | Середній рід              | добро ѥ синѥ ѥ                          | добре/добреє синє/синєє      | Як і в давньоруській, у сучасній українській ці форми збігаються з формами називного відмінка |
| Орудний   | Чоловічий та середній рід | добры (и)мь сини (и)мь                  | добрим синім                 | |
| Орудний   | Жіночий рід               | добро ю сине ю                          | доброю синьою                | У староцерковнослов'янській мові болгарського та сербського ізводів замість закінчення ю присутнє ѭ (великий йотований юс) |
| Місцевий  | Чоловічий та середній рід | добрѣ (ѥ)мь/добро мь синѣ (ѥ)мь/синѥ мь | добрім/доброму синім/синьому | Для сучасних форм доброму, синьому не виключається вплив форм давального відмінка, за аналогією з формами жіночого роду |
| Місцевий  | Жіночий рід               | добрѣ и синѣ и                          | добрій синій                 | Давніша форма — добрѣ и, синѣ и, варіанти добро и, синѥ и пов'язані з утворенням визначеної форми з основи прикметника |

Множина

У множині форми чоловічого, жіночого і середнього родів збігалися у всіх відмінках, окрім називного та знахідного.
| Відмінок  | Відмінок      | Давньоруська мова      | Сучасна українська мова | Примітки |
| --------- | ------------- | ---------------------- | ----------------------- | --- |
| Називний  | Чоловічий рід | добри и сини и         | добрі/добрії сині/синії | Закінчення «і» замість очікованого «и» пояснюють впливом форм жіночого роду або знахідного відмінка. Нестягнені форми на «-ії» вживаються рідко; «ї» у них сходить до займенника и, аналогічно «й» в однині |
| Називний  | Жіночий рід   | добры ѣ сини ѣ         | добрі/добрії сині/синії | Закінчення «-і» могло утворитися внаслідок уподібнення давнього закінчення ы наступному займеннику ѣ |
| Називний  | Середній рід  | добра я синя я         | добрі/добрії сині/синії | Закінчення множини іменних прикметників середнього роду на -а, -я аналогічно закінченню множини іменників (озера, моря). У сучасній українській ці форми витіснені формами жіночого роду                    |
| Родовий   | Родовий       | добры (и)хъ сини (и)хъ | добрих синіх            | |
| Давальний | Давальний     | добры (и)мъ сини (и)мъ | добрим синім            | |
| Знахідний | Чоловічий рід | добры ѣ сини ѣ         | добрі/добрії сині/синії | |
| Знахідний | Жіночий рід   | добры ѣ сини ѣ         | добрі/добрії сині/синії | |
| Знахідний | Середній рід  | добра я синя я         | добрі/добрії сині/синії | |
| Орудний   | Орудний       | добры (и)ми сини (и)ми | добрими синіми          | |
| Місцевий  | Місцевий      | добры (и)хъ сини (и)хъ | добрих синіх            | |

Двоїна

У двоїні визначених прикметників, як і в іменників, існували лише три відмінкові форми: називно-знахідного, родово-місцевого і давально-орудного відмінків. За родами прикметники розрізнювалися лише в називно-знахідному відмінку, причому форми жіночого збігалися з формами середнього.
У сучасній українській форми двоїни не вживаються, але припускається вплив двоїни жіночого та середнього роду на утворення сучасного закінчення множини -і (< ѣ).
| Відмінок          | Відмінок               | Давньоруська мова  | Сучасна українська мова | Примітки                                                                                               |
| ----------------- | ---------------------- | ------------------ | ----------------------- | --- |
| Називно-знахідний | Чоловічий рід          | добра я синя я     | добрі/добрії сині/синії | Закінчення двоїни іменних прикметників на -а, -я аналогічно закінченню двоїни іменників (брата, отьця) |
| Називно-знахідний | Жіночий і середній рід | добрѣ и синѣ и     | добрі/добрії сині/синії | |
| Родово-місцевий   | Родово-місцевий        | добру ю синю ю     | —                       | |
| Давально-орудний  | Давально-орудний       | добры има сини има | —                       | |

Згідно з мовознавчими дослідженнями, розмежування невизначених (іменних) і визначених (займенникових) прикметників остаточно завершилося тільки в першій половині ХІХ ст. У сучасній українській колишні невизначені прикметники майже втратили відмінкові форми і тепер відомі як короткі прикметники. Змінилася і їхня синтаксична роль: вони використовуються не як визначення, а у функції присудків. Залишки відмінювання іменних прикметників виявляються в називному відмінку однини присвійних прикметників із суфіксами -ів, -їв, -ин, -їн (братів, Андріїв, мамин, Софіїн), у прізвищах, географічних назвах — колишніх прикметниках (Глухів, Лозова, Львів), у прізвищах та іменах по батькові із суфіксами -ич, -ович, -евич (Смолич, Шашкевич, Іванович). Іменні прикметники зараз вживаються переважно у фольклорі (дрібен дощик, зелен сад, повен місяць), а також у наслідуваннях фольклору. Від них також походять деякі прислівники: що утворені поєднанням відмінкових форм іменних прикметників з прийменниками (нашвидку, наново, вповні). Деякі колишні прикметники цього типу зараз використовуються для вираження присудка (винен, годен, ладен, певен).

### Сучасність
Прикметник виражає ознаку предмета, наприклад: сміливий, щаслива, зелене, Васине, батькова, братове.
Поняття якості в прикметнику може бути виражене безпосередньо через відношення до інших предметів, або через відношення до особи чи істоти.
Прикметники за значенням поділяються на такі розряди:
- якісні, що виражають ознаки предметів безпосередньо власним лексичним значенням: сумна пісня, яскрава особистість
- відносні, що позначають ознаку предмета не безпосередньо, а через відношення його до іншого предмета, явища, дій: вступний тест, прикордонний пост;
- присвійні, що виражають належність предмета певній істоті: материн рушник, Мартин зошит.

Вживаючись у переносному значенні, відносні та присвійні прикметники можуть переходити в розряд якісних. Наприклад:
золотий ланцюжок (відносний) — золота душа (якісний);
срібний перстень (відносний) — срібний голос (якісний);
лебединий пух (присвійний) — лебедина пісня (якісний);
зміїна отрута (присвійний) — зміїний характер (якісний).

#### Ступенювання прикметників
Оскільки якісні прикметники виражають ознаки, що можуть виявлятися більшою чи меншою мірою, вони мають ступені порівняння: звичайний, вищий і найвищий. Кожен зі ступенів має дві форми: просту і складену.
Вищий ступінь порівняння вказує, що в одному предметі ознака виявляється більшою мірою, ніж в іншому.
1. Проста форма вищого ступеня порівняння утворюється за допомогою суфіксів -іш, -ш:

добрий — добр-іш-ий, милий — мил-іш-ий,
довгий — дов-ш-ий, міцний — міцн-іш-ий,
малий — мен-ш-ий.
1. У деяких прикметниках при цьому можуть випадати суфікси -к-,-ок-,-ек-:
тон-к-ий — тон-ш-ий,
глибо-к-ий — глиб-ш-ий,
дале-к-ий — даль-ш-ий.
При додаванні суфікса -ш- можуть виникати звукові сполуки, які на письмі позначаються буквами жч і щ. Буква щ пишеться у прикметниках: вищий, товщий (товстіший), кращий. Буквосполучення жч пишеться у прикметниках: ближчий, важчий, вужчий, дорожчий, дужчий, нижчий, тяжчий.
2. Складена форма вищого ступеня порівняння утворюється за допомогою додавання до прикметника слів більш, менш:

яскравий — більш яскравий, швидкий — менш швидкий.
Найвищий ступінь порівняння вказує, що ознака виявляється найбільшою мірою.
1. Проста форма найвищого ступеня порівняння утворюється за допомогою додавання до прикметника вищого ступеня префікса най-: дорожчий — най-дорожчий, міцніший — най-міцніший. Значення найвищого ступеня порівняння можна посилити префіксами як-, що-: як-найдорожчий, що-найменший.
2. Складена форма найвищого ступеня порівняння утворюється за допомогою додавання до прикметника слів найбільш, найменш, а також додаванням до прикметника вищого ступеня слів від усіх (за всіх), над усе: тривожний — найбільш тривожний, тривожніший над усе.

#### Утворення присвійних прикметників
Присвійні прикметники утворюються від назв людей і тварин. Від іменників I відміни — назв людей — присвійні прикметники творяться за допомогою суфікса -ин, причому кінцеві приголосні твірної основи [г], [к], [х] чергуються з [ж], [ч], [ш]: сестра — сестр-ин, баба — баб-ин, Ольга — Ольж-ин, тітка — тітч-ин, Солоха — Солош-ин. Якщо твірна основа закінчується на [j], маємо суфікс -ін (на письмі -їн): Лідія — Ліді-їн, Євдокія — Євдокі-їн.
Від іменників II відміни присвійні прикметники творяться за допомогою суфікса -ів (-їв), який чергується з -ов, -ев (-єв):
1. якщо прикметник утворено від іменника твердої групи, то відбувається чергування -ів/-ов: дядько — дядьк-ів, дядьк-ов-ого;
2. якщо прикметник утворено від іменника м'якої чи мішаної групи, то відбувається чергування -ів (-їв)/  —ев (-єв): Андрій — Андрі-їв, Андрі-єв-ого; лікар — лікар-ів, лікар-ев-ого.

Від назв тварин прикметники із значенням присвійності утворюються за допомогою суфіксів -ин, -ін (на письмі -їн): бджол-ин-ий, пташ-ин-ий, орл-ин-ий, змі-їн-ий, солов'-їн-ий; чи суфіксів -ач, -яч: соб-ач-ий, кач-ач-ий, тел-яч-ий, свин-яч-ий. Іноді такі прикметники утворюються шляхом зміни кінцевого приголосного твірної основи та додаванням закінчення -ий: вовчий, овечий.

#### Повна та коротка форми прикметників
Коротка форма

Більшість прикметників української мови функціонує у повній (змінній) формі, і лише незначна кількість прикметників чоловічого роду поряд із загальновживаною повною має коротку (незмінну) форму: ясен, дрібен, зелен, повен, славен, красен, винен, потрібен, певен, годен, ладен, рад та ін. За походженням короткі форми являють собою колишні іменні (невизначені) прикметники. У сучасній українській прикметники в короткій формі мають нульове закінчення (повен < д.-рус. пълнъ, красен < д.-рус. красьнъ).

Повна форма

Повні форми прикметників існують у двох різновидах: стягненій і нестягненій формах.
1. Нестягнені форми прикметників (лише жіночого і середнього роду) можливі у називному та знахідному відмінках однини і множини: гарная, гарнеє, гарнії; синяя, синєє, синії. За походженням вони є займенниковими (визначеними) прикметниками. Вони здебільшого трапляються в народній творчості та поезії.
2. Стягнені форми є загальновживаними : гарна, гарне, гарні; синя, синє, сині. Стягнені і нестягнені форми прикметників жіночого і середнього роду відрізняються закінченнями: у нестягненій формі -ая, (-яя), -еє (-єє), -ії (-її); у стягненій — -а(я), -е(-є), -і(-ї). Стягнені форми можуть мати різне походження: форми жіночого та середнього роду називного та знахідного відмінків — колишні форми іменних (невизначених) прикметників, решта — форми займенникових (визначених).

#### Способи творення прикметників
Префіксальним способом прикметники утворюються від:
1. прикметників: сильний — пресильний; високий — невисокий
2. іменників (із прийменником без): без меж — безмежний; без крил — безкрилий.

Суфіксальним способом прикметники утворюються від:
1. іменників: сон — сонний; книга — книжний, книжковий
2. прикметників: білий — біленький, білесенький, білісінький, білуватий; тісний — тіснуватий;
3. дієслів: гнути — гнучкий; брати — беручкий; пекти — пекучий;
4. прислівників: тут — тутешній; вчора — вчорашній.

Префіксально-суфіксальним способом прикметники утворюються від іменників: без талану — безталанний; при школі — пришкільний.
Основоскладанням утворюються прикметники від:
1. двох прикметників: кислий і солодкий — кисло-солодкий; світлий і синій — світло-синій;
2. сполучення іменника і прикметника або числівника: довгі ноги — довгоногий; сільське господарство — сільськогосподарський.

Складносуфіксальним способом (складанням основ з додаванням суфікса) утворюються прикметники від словосполучень: п'ятнадцять років — п'ятнадцятирічний, десять поверхів — десятиповерховий, лівий бік — лівобічний.

#### Правопис прикметників
Прикметник із часткою НЕ:
- пишеться разом, якщо до прикметника з НЕ можна дібрати синонім: невеселий — сумний, неглибокий — мілкий, недалекий — близький.
- пишеться разом, якщо прикметник без НЕ не вживається: невмирущий, невсипущий, неозорий, непохитний.
- пишеться окремо, якщо до прикметника з НЕ є протиставлення: не високий, а низький; не приємний, а бридкий; не солодкий, а гіркий.
- пишеться окремо, якщо прикметник із НЕ виступає присудком, а словом не заперечується ознака, виражена цим прикметником: Це поле не широке.
- пишеться окремо, якщо прикметник із НЕ має при собі залежне слово, виражене займенником або прислівником: Аж ніяк не близьке село; Далеко не героїчний учинок; Ще не старий паркан.